# Siergiej Agulin
Siergiej Władimirowicz Agulin, ros. Сергей Владимирович Агулин (ur. 11 lipca 1957, zm. ok. 23 marca 2023) – radziecki i rosyjski hokeista. Trener hokejowy.

## Kariera
- Kristałł Elektrostal (wychowanek)
- Krylja Sowietow Moskwa (1978-1979)[1]
- Kristał Elektrostal (koniec lat 70.)
- Dynama Mińsk (1980-1981, lata 80.)
- Chimik Nowopołock (poł. lat 80)
- Torpedo Togliatti (1985-1986)[2]
- Progriess-SzWSM Grodno[3]
- Cracovia (1989-1991)
- GKS Tychy (1991-1992)

Wychowanek klubu Kristałł Elektrostal. W 1980 przeniósł się do Białoruskiej SRR i występował w Dynamie Mińsk przez siedem sezonów (wraz z nim m.in. Władimir Mielenczuk). Później grał w lidze polskiej w sezonach 1989/1990, 1990/1991 w barwach Cracovii (wraz z nim występował w tym czasie jego rodak Jewgienij Roszczin) oraz w edycji 1991/1992 w GKS Tychy (wraz z nim także grał Roszczin).
Po zakończeniu kariery został trenerem i podjął pracę w macierzystym klubie z Elektrostali.
Zmarł około 23 marca 2023. Jego pogrzeb odbył się 25 marca 2025 w Elektrostali

## Sukcesy
Indywidualne
- Liga Białoruska SRR 1984/1985:
  - Pierwsze miejsce w klasyfikacji strzelców: 65 goli[24]
  - Pierwsze miejsce w klasyfikacji kanadyjskiej: 86 punktów
- I liga polska w hokeju na lodzie (1990/1991):
  - Drugie miejsce w klasyfikacji strzelców: 30 goli[25]
  - Drugie miejsce w klasyfikacji kanadyjskiej: 46 punktów